# Robert Wittmann
Robert Wittmann (* 6. Dezember 1804 in Dresden; † nach 1891) war ein deutscher Cellist und Komponist.

## Leben
Wittmann besuchte die Kreuzschule und lebte ab 1839 als Klavier- und Kompositionslehrer in Leipzig. Er komponierte Lieder und Kammermusik sowie ein Konzert für zwei Trompeten und Orchester („Doppelvariationen für 2 Trompeten“), das 1851 in Benjamin Bilses Weihnachtskonzert von Reichmuth und Carl Scholz uraufgeführt wurde, außerdem verfasste er Klaviertranskriptionen u. a. der Sinfonien Beethovens, von Opern (Der fliegende Holländer von Richard Wagner; Die Afrikanerin und Dinorah ou Le pardon de Ploërmel von Giacomo Meyerbeer) und von Haydns Schöpfung.